# كلوديوس
كلوديوس أو قلوديس أو قلوذفس أو إقلوديش (باللاتينية: Claudius) (1 أغسطس 10 ق.م - 13 أكتوبر 54 م) وإسمهُ كاملاً هو طبريوس كلوديوس قيصر أوغسطس جرمانيكوس (باللاتينية: Tiberius Claudius Caesar Augustus Germanicus)، هو رابع أباطرة الروم حكم من عام 41 للميلاد حتى عام 54 للميلاد. وُلِد في لوغدونوم من أعمال غالة الرومية وهو إبن نيرون كلوديوس دروسوس وأنطونيا الصغرى وكان يعمل والده هناك كنائب أو عامل للقيصر وكان بذلك أول إمبراطور رومي ولد خارج إيطالية. كان كلوديوس إيطالياً من عشيرة كلوديا من السابيين، وكان منالسلالة اليوليوكلودية. أُصيب في صغره بعرج وصمم بسبب مرض آلمه؛ فنبذه أهله وأُبْعِد عن الأعمال العامة حتى جعله القيصر كاليغولا قنصلاً له؛ والذي أشترك في الأمر مع إبن أخيه كاليغولا في السابعة والثلاثين من عمره.
كان كلوديوس هزيل البدن وهذا ما شفع له من مصير العديد من الأشراف الذين ذبحوا في عهد طبريوس، فلم يكن أعداءه يحسبون له كخطر عليهم. ولذلك بقي حَياً حتى صار إمبراطورًا من قبل الحرس الإمبرطوري بعد إغتيال كاليغولا، إذ كان في ذلك الوقت آخر ذكر بالغ في عائلته. أثبت كلوديوس أنه ملكٌ يقظ، وضابط للأمور على الرغم من قلة خبرته بالسياسة، فوسع البيروقراطية الإمبراطورية لتشمل المعتوقين، وساعد في استعادة الموارد المالية للإمبراطورية بعد الفائض الذي كان في عهد كاليغولا. وكان أيضًا نهِماً في البناء، فبنى العديد من الطرق والقناطر والقنوات الجديدة في ربوع الإمبراطورية. وأبتدأ في فتوح بريطانية.
كان كلوديوس مهتمًا بالقضاء فترأس محاكمات عامة، ويحكم ما يقرب العشرين حكماً في اليوم. ونظر إليه الأشراف على أنه رجل ضعيف طوال عهده، فلذلك أُجبر كلوديوس دائماً على إظهار البطش، فأدى ذلك إلى هلاك العديد من رجال مجلس الشيوخ. فأضر ذلك بسمعته عند الكتبة القدماء، وأعاد المؤرخون الجدد النظرة في هذا الأمر. يقول جمهور الأدباء أنه قُتل على يد زوجته أغريبينا الصغرى. فهلك كلوديوس لثلاثةٍ وستينَ سنة خلت من عمره، وخلفه حفيده نيرون كإمبراطور. لم يطِل أحد قبله كقيصر الذي دام 13 سنة (وهو أطول عهداً من نيرون) حتى عهد دوميتيان، والذي حكم لِ 15 عامًا.

## كلوديوس إمبراطورًا

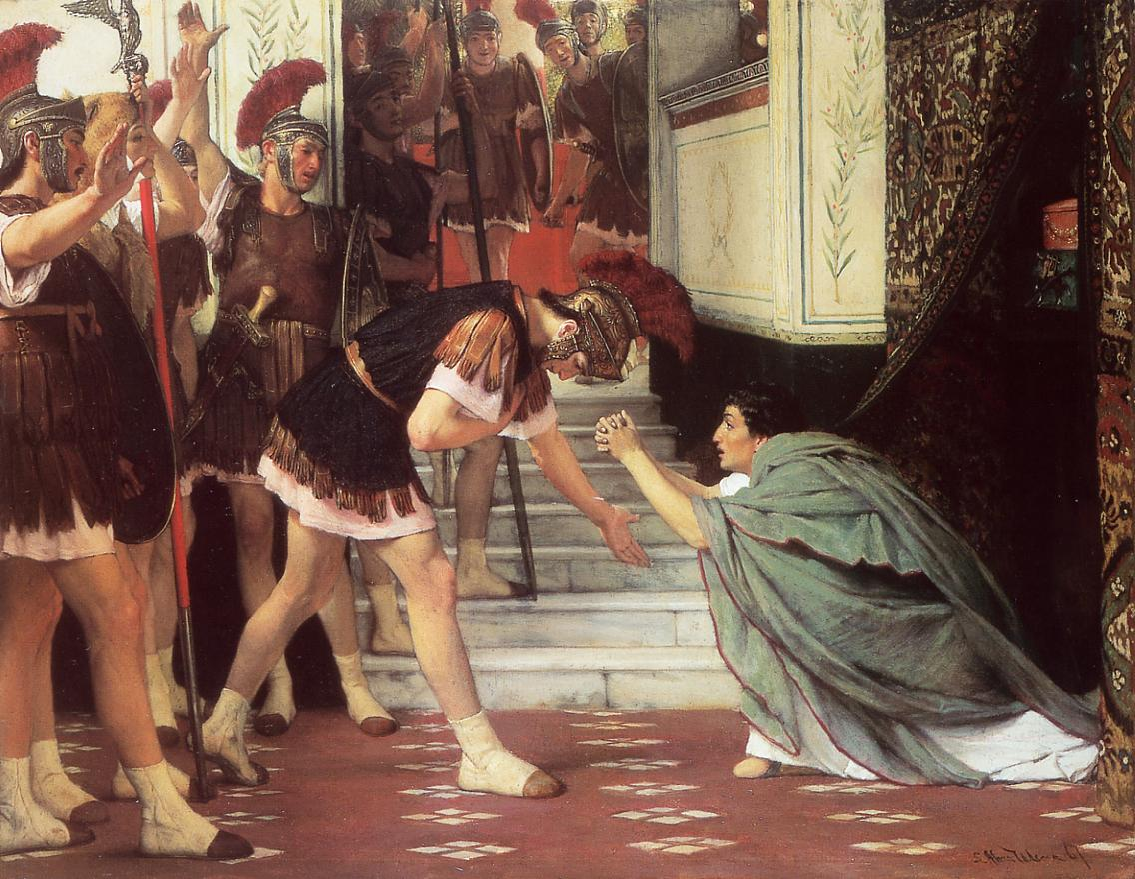
المنادة به امبراطورا

رغم افتقاره للخبرة سياسية اثبت انه مدير متمكن وبناء كبير للمشاريع العامة. وشهد حكمه توسع الإمبراطورية، بما فيه غزو بريطانيا. كان مهتما بالقانون، وترأس محاكمات علنيه، واصدر مراسيم تصل إلى عشرين مرسوما في اليوم، ومع ذلك، كان ينظر اليه طوال حكمه كشخصية ضعيفة، وخاصة من جانب النبلاء. اجبر باستمرار على دعم موقفه مما أدى إلى وفاة العديد من أعضاء مجلس الشيوخ. كما عانى في حياته الشخصية من نكسات ماساوية، واحدة منها قد تكون ادت إلى مقتله. هذه الأحداث ادت ا لى الاضرار بسمعته عند المؤلفين القدماء. ولكن مؤخرا قام المؤرخون المعاصرين بتنقيح هذه الراء.

### الأمانة ومركزية الصلاحيات
لم يكن كلوديوس أول إمبراطور يستخدم الرجال المعتوقين لإعانته على إدارة شؤون الإمبراطورية اليومية. أُجبِر على زيادة دورهم وذلك عندما أصبحت سلطات البرينسيبس أكثر مركزية وازدياد العبئ أكثر. يُعزى ذلك جزئيًا إلى عداء مجلس الشيوخ المستمر، وذلك بالإضافة إلى احترامه لأعضاء مجلس الشيوخ. لم يرغب كلوديوس في عمل القضاة المعتوقين تحت حكمه، وذلك كما لو لم يكونوا أقرانًا.
قُسِّمت الأمانة العامة إلى عدة مكاتب، ووُضِع كل منها تحت قيادة رجل معتوق واحد. كان نارسيسوس أمين المراسلات، وأصبح بالاس وزير الخزانة، وأصبح كاليستوس وزير العدل. كان هناك مكتب رابع يُعنى بالقضايا المتنوعة، والذي ووُضِع تحت قيادة بوليبيوس حتى إعدامه بتهمة الخيانة. تمكن المعتوقون أيضًا التحدث رسميًا عن الإمبراطور، وذلك كما حدث عندما خاطب نارسيسوس القوات بدلًا من كلوديوس قبل فتح بريطانيا.
شعر أعضاء مجلس الشيوخ بالخوف من وضعهم في أيدي عبيد سابقين، وذلك نظرًا لأهمية تلك المناصب التي احتلوها. بدا من السهل على المعتوقين التلاعب بالإمبراطور في حال سيطرتهم الكاملة على الأموال والرسائل والقانون. كان هذا بالضبط الاتهام الذي أطلقته المصادر القديمة، ولكن هذه المصادر نفسها اعترفت بموالاة هؤلاء المعتوقون لكلوديوس.
كان كلوديوس يقدّرهم بالمثل ومنحهم الفضل في السياسات التي استخدم فيها نصائحهم، ولكنه كان يعاقبهم أيضًا بالقوة في حال إظهارهم أي ميول للخيانة، وذلك مثل ما فعل شقيق بوليبيوس وبالاس الذي يُدعى فيلكس. لم يوجد دليل على تغير طبيعة سياسات ومراسيم كلوديوس مع صعود وسقوط العديد من المعتوقين، فأشار ذلك إلى سيطرته الشديدة على كل شيء.
تمكن المعتوقون من جمع الثروة من خلال مواقعهم بغض النظر عن مدى قوتهم السياسية. لاحظ بلينيوس الأكبر أن العديد منهم كانوا أغنى من كراسوس، وهو أغنى رجل في العهد الجمهوريّ.

## بعد الموت

### الأوسمة الإلهية

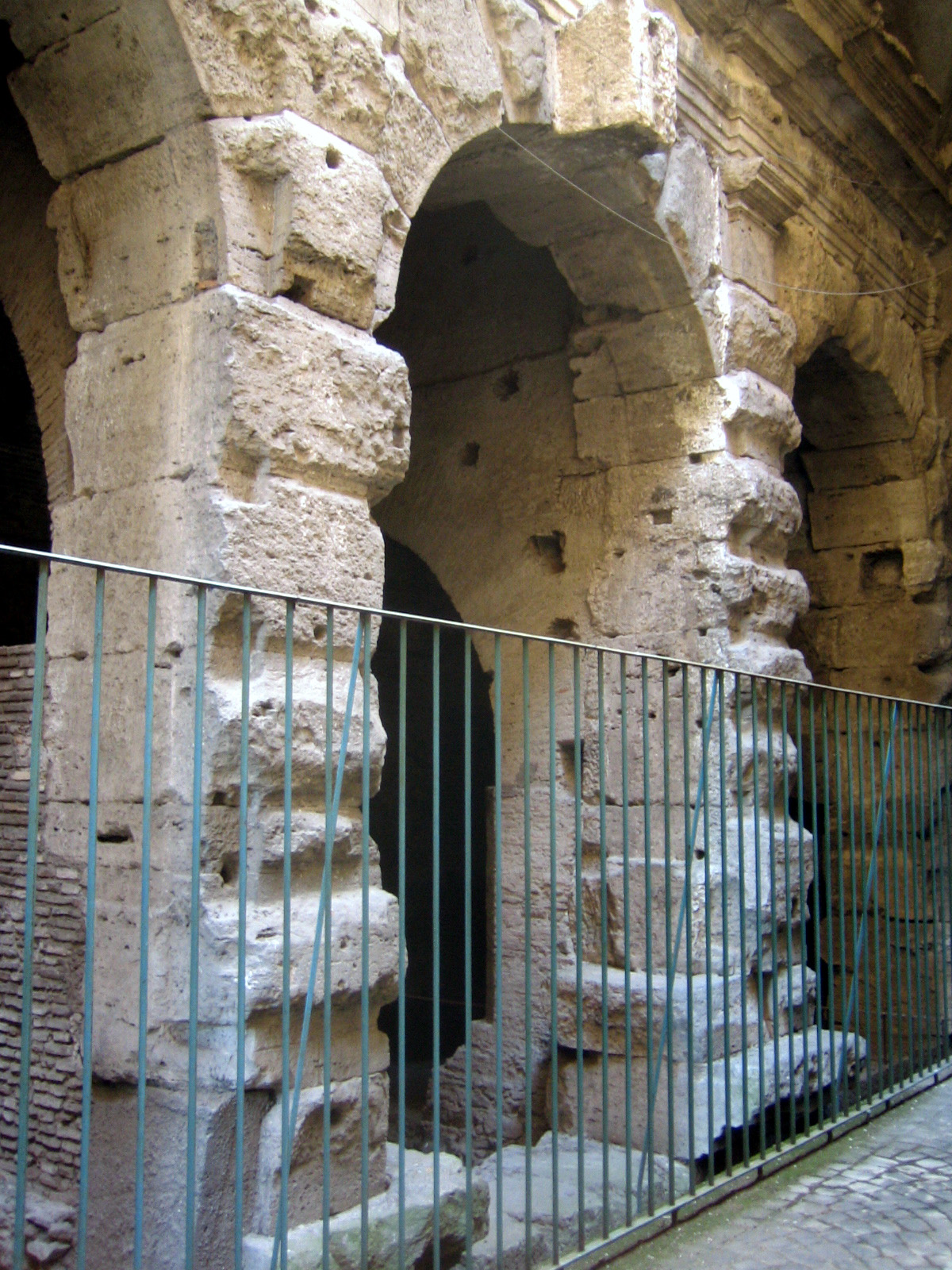
معبد كلوديوس

عبد ما تبقى من قبيلة برينسيبيس كلوديوس الحي عبادة خاصة وواسعة، وعُبِد أيضًا في بريتانيا في معبده في كامولودونوم.
ألّه نيرونن ومجلس الشيوخ كلوديوس بعد ذلك تقريبًا.

### وجهات نظر النظام الجديد
طردت أغريبينا نارسيسيوس قبل وقت قصير من وفاة كلوديوس وقتلت المعتوقين. كان آخر عمل كُلِّفت به أمانة الرسائل العامة حرق جميع مراسلات كلوديوس، وذلك حتى لا يمكن استخدامها ضده وضد الآخرين في النظام الجديد العدائي على الأرجح. ضاعت كلمات كلوديوس الخاصة عن سياساته ودوافعه في التاريخ. غالبًا ما انتقد نيرونن الإمبراطور المتوفى، تمامًا كما انتقد كلوديوس أسلافه في المراسم الرسمية، وتعرضت العديد من قوانين ومراسيم كلوديوس للتجاهل بحجة أنه كان غبيًا وكبير بالسن لأن يكون قاصدًا لها.
سخرت مقالة سينيكا الهجائية بعنوان «مسخ الإنسان إلى نبات القرع» من تأليه كلوديوس، وعززت صورة كلوديوس على أنه أحمق بغيض. بقي ذلك الرأي الرسمي به طوال فترة حكم نيرونن. توقفت الإشارة إلى علاقة نيرونن بوالده الأصم بالتبني، وعاد إلى عائلته الأصلية. تُرِك معبد كلوديوس غير مكتمل بعد بناء القليل منه. وحلّ بيت نيرون الذهبيّ محله في النهاية.

### السلالة الفلافية الحاكمة ووجهات النظر الأخيرة
اتخذ الفلافيون، الذين وصلوا إلى الصدارة تحت حكم كلوديوس، مسارًا مختلفًا، إذ كانوا في وضع يحتاجون فيه إلى تعزيز شرعيتهم، وتبرير سقوط السلالة اليوليوكلاودية أيضًا. تمكنوا من الوصول إلى كلوديوس مرة أخرى على عكس نيرونن، وذلك لإظهار حسن نيتهم. أُصدِرت عملات تذكارية لكلوديوس وابنه بريتانيكوس، والذي كان صديقًا للإمبراطور تيتوس (إذ وُلِد تيتوس في عام 39 وبريتانيكوس في عام 41). دُمِّر معبد كلوديوس على تل كايليان عندما حُرِق منزل نيرون الذهبيّ.
احتاجت السلالة الفلافية عند تأسيسها إلى التأكيد على أوراق اعتمادهم الخاصة أكثر، وتوقف ربطهم بكلوديوس، وجُمِع بدلًا من ذلك مع الأباطرة الآخرين من الأسرة الفاشلة. استمرت عبادة دولته في روما على الأرجح حتى إلغاء ماكسيمينوس ثراكس عبادة الأباطرة الأموات بين عامي 237-238. خصص له تقويم فريالي دورانوم، الذي ربما كان مطابقًا لتقاويم المهرجانات لكل وحدة عسكرية نظامية، تضحية بعجل في عيد ميلاده، أي في أول يوم من شهر أغسطس. استمر هذا الاحتفال (والولائم اللاحقة) على الأرجح حتى تنصير وتفكك الجيش في أواخر القرن الرابع.

### آراء المؤرخين القدماء
كتب المؤرخون القدماء الرئيسيون مثل تاسيتس، وسويتونيوس، وكاسيوس ديو جميعهم بعد رحيل آخر الفلافيون. كانوا هؤلاء الثلاثة أعضاء في مجلس الشيوخ أو الإكوايتس (الفرسان حديثًا)، وانحازوا إلى جانب مجلس الشيوخ في معظم النزاعات مع برينسيبيس، ودائمًا ما نظروا إليه على أنه مخطئ. أدى ذلك إلى نشوء تحيزات، سواء كانت واعية أو غير واعية. فقد سويتونيوس الوصول إلى المحفوظات الرسمية بعد وقت قصير من بدء عمله؛ وأُجبر على الاعتماد على حسابات مستعملة عندما كان يتعلق الأمر بكلوديوس (باستثناء رسائل أغسطس التي جُمِعت في وقت سابق). رسم سوتونيوس كلوديوس كشخصية سخيفة، وقلل من شأن العديد من أفعاله وعزا الأعمال الجيدة الموضوعية إلى حاشيته.
نادرًا ما ذُكِر اسم كلوديوس خارج روايات المؤرخين بعد مرور وقت كبير، فضاعت كتبه أولًا، إذ أصبحت موضوعاتها الأثرية غير عصرية. أصبح برتيناكس، الذي شارك كلوديوس في يوم ميلاده، إمبراطورًا في القرن الثاني، فطغى ذلك على إحياء ذكرى ميلاد كلوديوس.

## شخصيته
كان يعتبر من المستبعد أن يصبح امبراطورًا. وورد انه كان يعاني نوعًا من الإعاقة مما أدى إلى استبعاد اسرته له عمليًا من أن يتولى أي منصب حكومي حتى تولى منصب القنصلية مع ابن اخيه كاليغولا في عام 37. وهذه الإعاقة قد انقذته من مصير الكثيرين غيره من النبلاء الرومان خلال حملات التطهير 'التي سادت عهد كاليغولا وطيباريوس.نجاته من هذه الحملة ادت إلى إعلانه إمبراطورًا بعد اغتيال كاليغولا، وذلك لكونه آخر الذكور البالغين المتبقيين من أسرته.